# Uhlandstraße (Charlottenburg/Wilmersdorf)
Die Uhlandstraße im Berliner Bezirk Charlottenburg-Wilmersdorf durchquert den Bezirk parallel zur Bundesallee in Nord-Süd-Richtung. Die Straße wird von einer innenstadttypischen gemischten Wohn-/Gewerbebebauung geprägt. Sie ist, abgesehen von einem kurzen Stück zwischen Berliner Straße und Blissestraße, für den Verkehrsfluss, also ohne Parkstreifen, nur zweispurig ausgebaut, wird aber südlich der Lietzenburger Straße deutlich breiter.

## Geschichte
Die Uhlandstraße wurde am 25. April 1885 in Charlottenburg nach dem Dichter Ludwig Uhland benannt. Sie trug vorher keinen Namen. Am 28. Oktober 1893 folgte der Wilmersdorfer Teil der Straße. Dieser trug vorher den Namen Valerienstraße (vermutlich nach der Frau eines Gutsbesitzers, der die Straße angelegt hatte) bzw. Schleswigsche Straße (nach dem ehemaligen Herzogtum Schleswig, als Pendant zur noch so benannten Holsteinischen Straße bzw. der damaligen Holsteiner Straße).
Um 1898 befand sich in der Uhlandstraße zwischen Lietzenburger Straße und Wilhelmsaue einer der ersten Radwege Berlins, dieser wurde allerdings später zurückgebaut.

## Verlauf und Beschreibung
Die Uhlandstraße beginnt im Norden am Steinplatz, gegenüber der Universität der Künste. An der Ecke am Steinplatz 4 befindet sich das Hotel am Steinplatz, ein Jugendstilbau des Architekten August Endell von 1906/1907. Im Haus 197, Teil des Hotels am Steinplatz, wohnte der Schriftsteller Ernst Toller (1893–1939) in den 1920er Jahren. In direkter Nachbarschaft (Nr. 4/5) stand zuvor die Villa des Kunsthistorikers Wilhelm von Bode (1845–1929), der von 1885 bis zu seinem Tod dort lebte. Der erste Abschnitt der Straße ist hauptsächlich durch Wohnbebauung geprägt, u. a. dem in markanter Sichtbetonbauweise 1973/1974 errichteten Appartementhaus Uhlandstraße 195/196 des Architekten Georg Heinrichs. Zur Kantstraße folgen Bürogebäude. In der Mitte dieses Abschnitts befindet sich auf der östlichen Seite ein Parkhaus, das unter einem Wohngebäude angelegt wurde und sich unter dem gesamten Block erstreckt, weitere Ausfahrten befinden sich in der parallel verlaufenden Fasanenstraße. An der Kreuzung mit der Kantstraße steht das 1998/1999 erbaute Stilwerk-Gebäude, ein Komplex von Geschäften vornehmlich mit Designartikeln, das 2021 durch den neuen Eigentümer in Living Berlin umbenannt wurde. Es wurde aus statischen Gründen auf den Tresorräumen des ehemaligen Hauptverwaltungsgebäudes der Dresdner Bank errichtet.

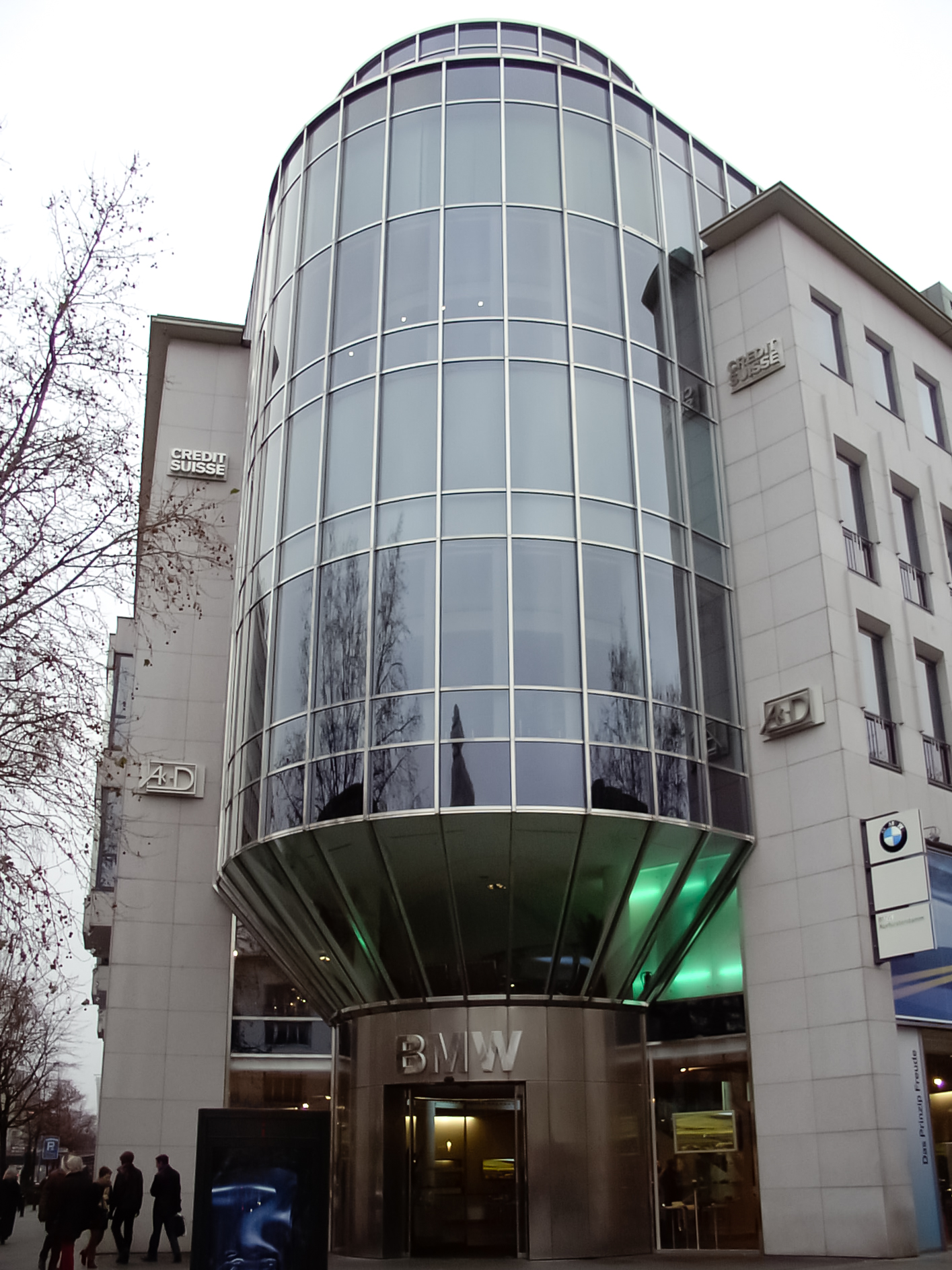
BMW-Haus an der Ecke Kurfürstendamm

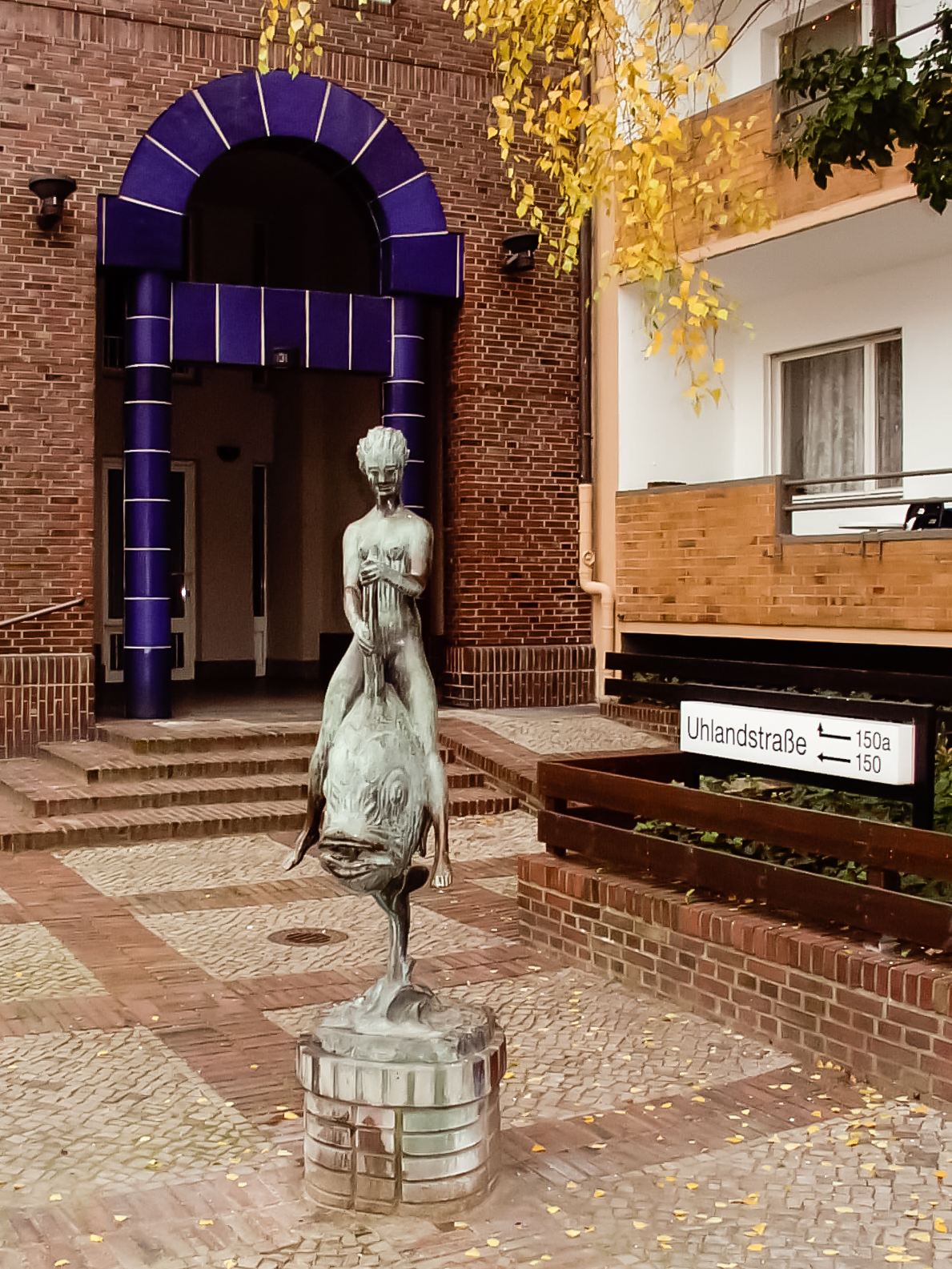
Fischreiterin von Georges Morin vor der Uhlandstraße 150

Zwischen Kantstraße und Kurfürstendamm unterquert die Uhlandstraße eine Brücke der Stadtbahn. In diesem Bereich wird die Wohnbesiedlung auch zusehends durch Geschäfte, Restaurants und Bars ergänzt. So befindet sich beispielsweise an der Kreuzung mit dem Kurfürstendamm ein Neubau der BMW-Niederlassung Berlin, in den 2021 nach Aufgabe durch den Automobilhersteller eine Filiale der Spielbank Berlin eingezogen ist. Schräg gegenüber, auf der südlichen Seite des Kurfürstendamms, steht das denkmalgeschützte Maison de France mit dem Kino Cinema Paris. Im – den Zweiten Weltkrieg überdauerten – Gartenhaus der Nr. 14 lebte bis 1938 der Schauspieler und Spielleiter Paul Albert Glaeser-Wilken (1874–1942) mit seiner Familie, im Haus Nr. 38/39 hatte der erste Nobelpreisträger für Chemie Jacobus Henricus van ’t Hoff (1852–1911) sein Laboratorium, in Nr. 113 arbeitete der Schauspieler Hugo Döblin (1876–1960), in Nr. 114/115 der Schriftsteller Georg Hermann Borchardt (1871–1943) und in Nr. 175 der Iranist und Erfinder der Gasturbine Franz Stolze (1836–1910). Außerdem befindet sich in diesem Abschnitt, unter dem Kurfürstendamm zwischen den Kreuzungen mit der Uhland- und mit der Fasanenstraße, der U-Bahnhof Uhlandstraße.
Der Bereich zwischen Kurfürstendamm und Lietzenburger Straße ist deutlich innerstädtisch geprägt. Hier gibt es viele exklusive Geschäfte, Restaurants und Wohnungen, daneben unter anderem aber auch Schnellimbisse, einen Supermarkt und ein Parkhaus. Passagen führen von hier aus zur Fasanenstraße (Uhland-Fasanen-Passage) und zur Knesebeckstraße. Im von ihm entworfenen Haus Nr. 171/172 lebte der katholische Kirchenbaumeister Engelbert Seibertz (1856–1929).
Südlich der Lietzenburger Straße verbreitert sich die Straße deutlich, bleibt jedoch zweispurig. Auch hier gibt es Wohngebäude, Restaurants und Geschäfte. Viele der Gebäude in diesem Bereich waren im Zweiten Weltkrieg zerstört worden und wurden durch schmucklose Neubauten ersetzt. In dieser Gegend gibt es auch noch viele Gewerbetreibende, allerdings künden einige leerstehende Geschäfte und Ladeninsolvenzen von schwierigen Zeiten für den Einzelhandel. Im Bereich der Pariser Straße konzentrieren sich gastronomische Einrichtungen aller Art.
Das letzte kurze Stück der Uhlandstraße zwischen Wilhelmsaue (dem früheren Ortskern von Wilmersdorf) und der Blissestraße wurde am 15. April 1965 eingeweiht. Es durchschneidet den Volkspark Wilmersdorf und schafft so als Verlängerung der Uhlandstraße eine direkte Verbindung zur Mecklenburgischen Straße. Dieses Teilstück ist auch die einzige Kurve der Straße, die sonst in strikter Nord-Süd-Richtung verläuft.

## Besonderheiten
Zwischen Februar 1969 und April 1970 befand sich in der Uhlandstraße 52 die Redaktion der anarchistisch-libertären Zeitschrift Agit 883. Die Hausnummer war Teil des Logos der Zeitschrift.
An der Kreuzung mit dem Hohenzollerndamm hat der U-Bahnhof Hohenzollernplatz der Linie U3 seinen westlichen Ausgang. Der gleichnamige Platz am Hohenzollerndamm erreicht die Uhlandstraße aber nicht ganz. Der Bereich zwischen dem Hohenzollerndamm und der Güntzelstraße wurde 2003 so umgebaut, dass die Parkplätze auf dem Mittelstreifen entfernt und durch Querparkplätze am Seitenstreifen ersetzt wurden. Außerdem wurden Fahrbahnbelag und Fußweg komplett erneuert und ein Fahrradstreifen angelegt. Der Bereich zwischen Güntzelstraße und Berliner Straße folgte zwischen 2006 und 2007.
An der Außenseite der Kurve wurde von 1999 bis 2001 in einem ehemaligen Parkgebiet ein Apartmenthaus (das sogenannte „Uhlandhaus“) errichtet. Hier befand sich vor dem Zweiten Weltkrieg das Ausflugslokal Victoria-Garten. Vor dem Uhlandhaus steht seit 1968 das Kunstwerk Das Ding von Susanne Riée.

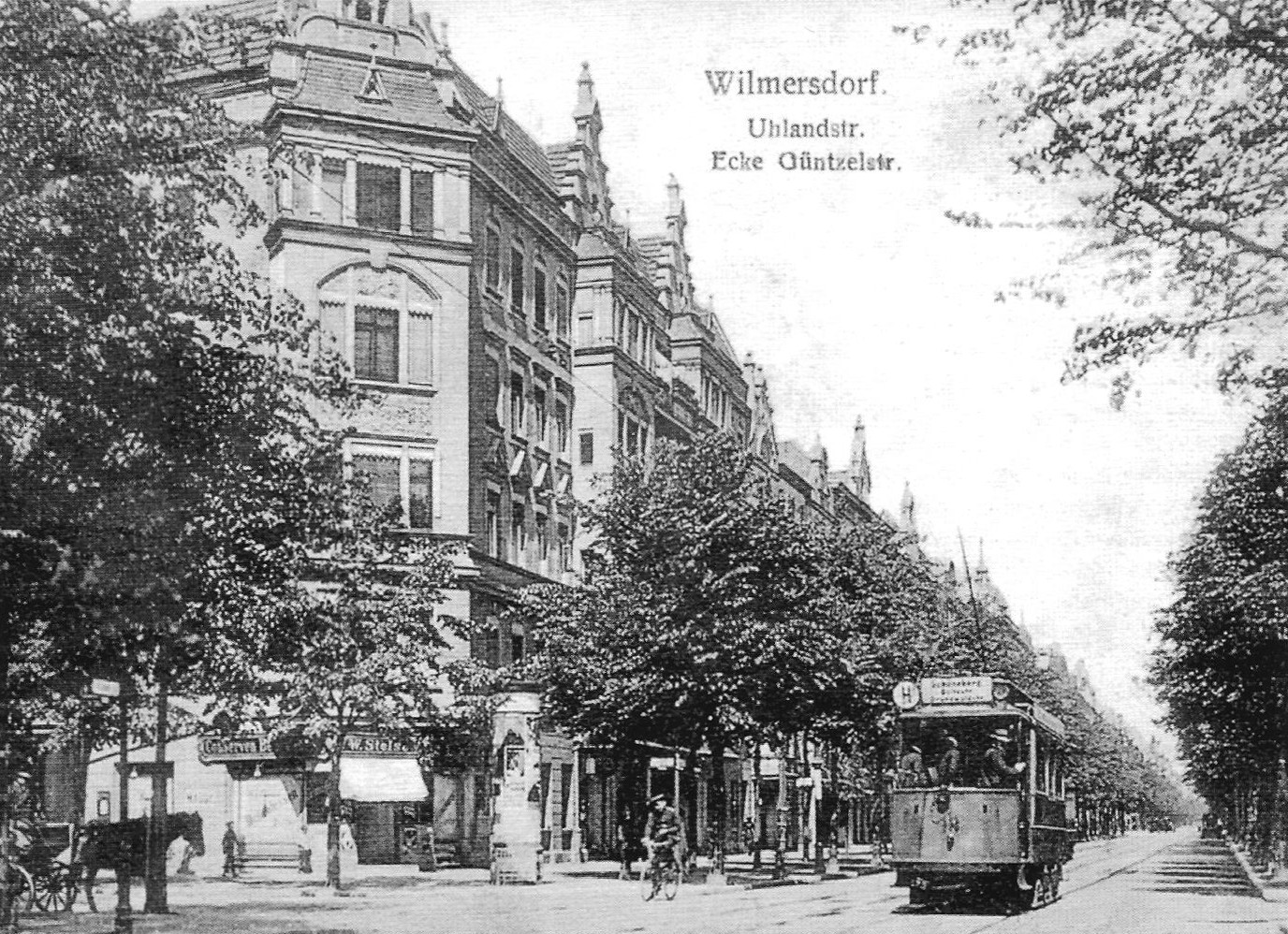
Triebwagen der Westlichen Berliner Vorortbahn auf der Linie H in der Uhlandstraße, 1909

Zwischen 1892 und 1957 verkehrten Straßenbahnen in der Uhlandstraße: Am 1. April 1892 eröffnete das Berliner Dampfstraßenbahn-Konsortium die Strecke zwischen Kurfürstendamm und Wilhelmsaue. Am 25. März 1900 erfolgte die Aufnahme des elektrischen Betriebs durch die Westliche Berliner Vorortbahn. Am 1. Mai 1957 wurde die Linie 51 (Bahnhof Zoo – Uhlandstraße – Roseneck) stillgelegt.
An der Kreuzung Uhland- Ecke Berliner Straße (vor dem Haus Nummer 103) enthüllten Vertreter des Bezirksamtes Wilmersdorf am 24. April 2015 eine Gedenktafel, „Zur Erinnerung an ihn und alle anderen, die sich der Teilnahme am Krieg verweigerten und deshalb ermordet wurden.“ Der Historiker Michael Roeder hatte herausgefunden, dass die SS an dieser Stelle im April 1945 einen 17-Jährigen als Deserteur erhängt hatte. Sein Name ist nicht bekannt; für die Anbringung einer solchen Ehrentafel hatte sich der Historiker starkgemacht.